# Rostanga
Rostanga es un género de moluscos nudibranquios de la familia Discodorididae.

## Especies
El Registro Mundial de Especies Marinas reconoce las siguientes especies en el género Rostanga:
- Rostanga alisae Martynov, 2003
- Rostanga aliusrubens Rudman & Avern, 1989
- Rostanga ankyra Valdés, 2001
- Rostanga anthelia Perrone, 1991
- Rostanga arbutus (Angas, 1864)
- Rostanga aureomala Garovoy, Valdés & Gosliner, 2001
- Rostanga bassia Rudman & Avern, 1989
- Rostanga bifurcata Rudman & Avern, 1989
- Rostanga byga Er. Marcus, 1958
- Rostanga calumus Rudman & Avern, 1989
- Rostanga crawfordi (Burn, 1969)
- Rostanga crocea Edmunds, 2011
- Rostanga dentacus Rudman & Avern, 1989
- Rostanga elandsia Garovoy, Valdés & Gosliner, 2001
- Rostanga lutescens (Bergh, 1905)
- Rostanga muscula (Abraham, 1877)
- Rostanga orientalis Rudman & Avern, 1989
- Rostanga phepha Garovoy, Valdés & Gosliner, 2001
- Rostanga pulchra MacFarland, 1905
- Rostanga risbeci Baba, 1991
- Rostanga rubra (Risso, 1818)
- Rostanga setidens (Odhner, 1939)

Especies cuyo nombre ha dejado de ser aceptado por sinonimia:
- Rostanga atrata (Kelaart, 1859) aceptada como Dendrodoris fumata (Rüppell & Leuckart, 1830)
- Rostanga australis Rudman & Avern, 1989 aceptada como Rostanga crawfordi (Burn, 1969)
- Rostanga evansi Eliot, 1906 aceptada como Jorunna evansi (Eliot, 1906)
- Rostanga hartleyi Burn, 1958 aceptada como Jorunna hartleyi (Burn, 1958)
- Rostanga perspicillata Bergh, 1881 aceptada como Rostanga rubra (Risso, 1818)
- Rostanga rosi (Ortea, 1979) aceptada como Discodoris rosi Ortea, 1979
- Rostanga rufescens Iredale & O'Donoghue, 1923 aceptada como Rostanga rubra (Risso, 1818)
- Rostanga temarana Pruvot-Fol, 1953 aceptada como Rostanga rubra (Risso, 1818)

## Galería

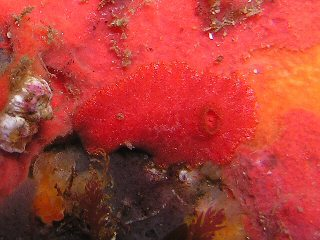
Rostanga bifurcata
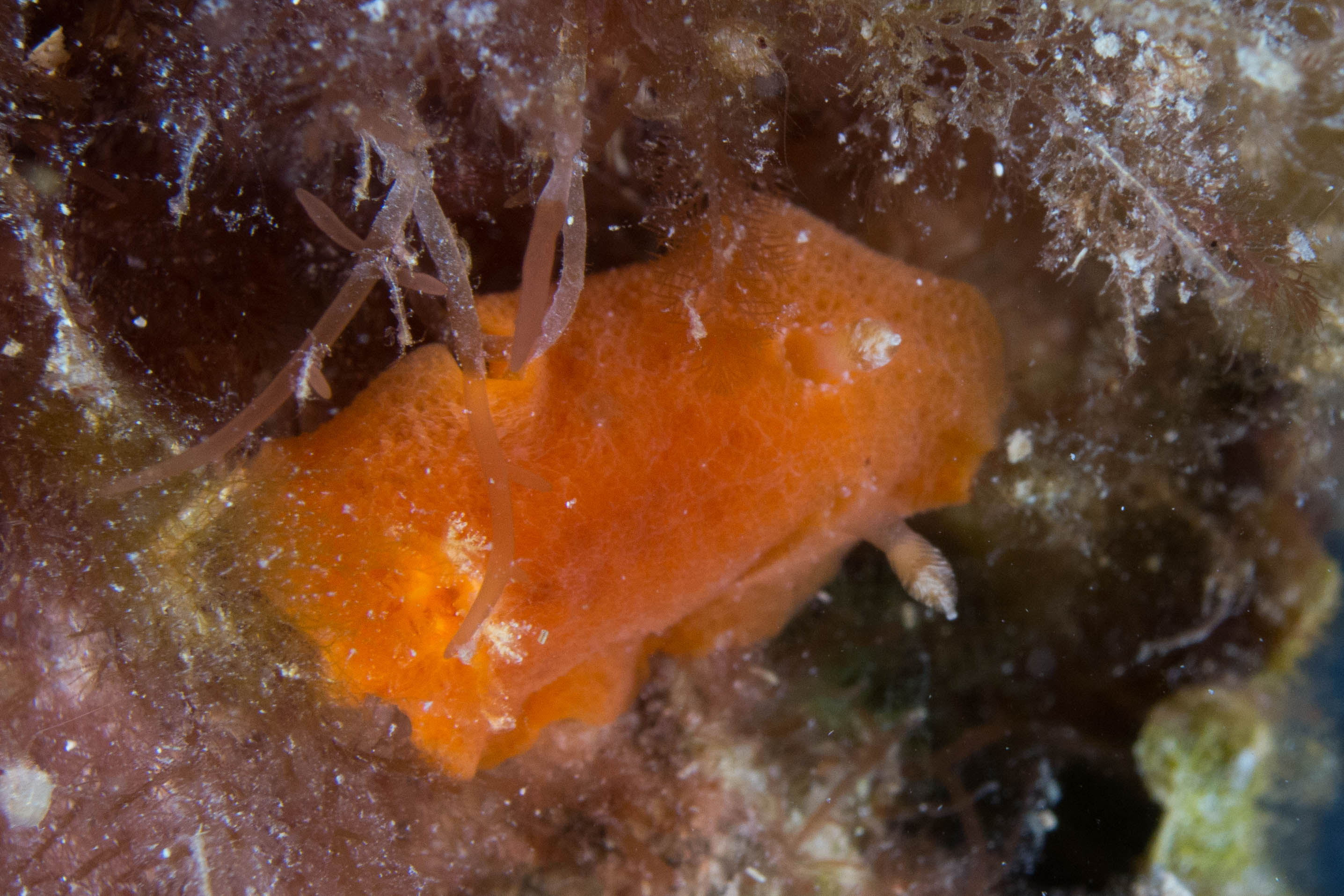
Rostanga calumus
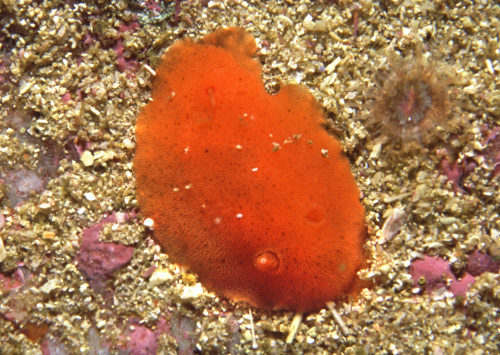
Rostanga elandsia
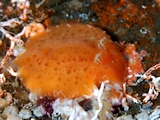
Rostanga orientalis
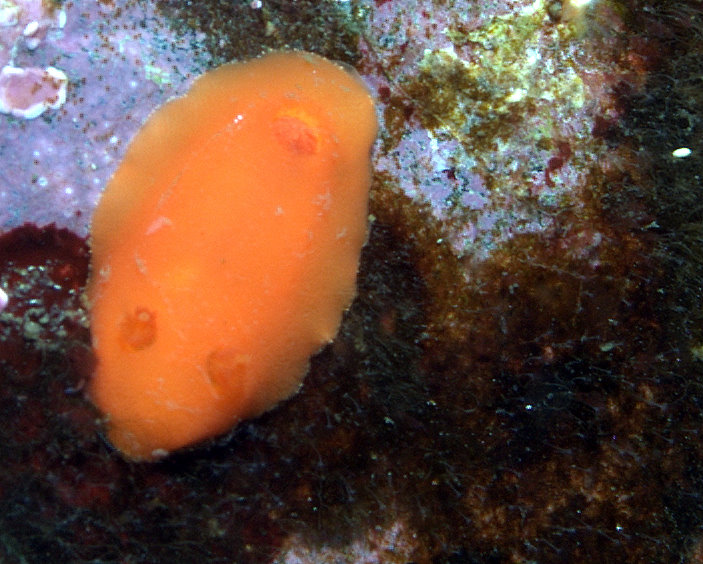
Rostanga pulchra
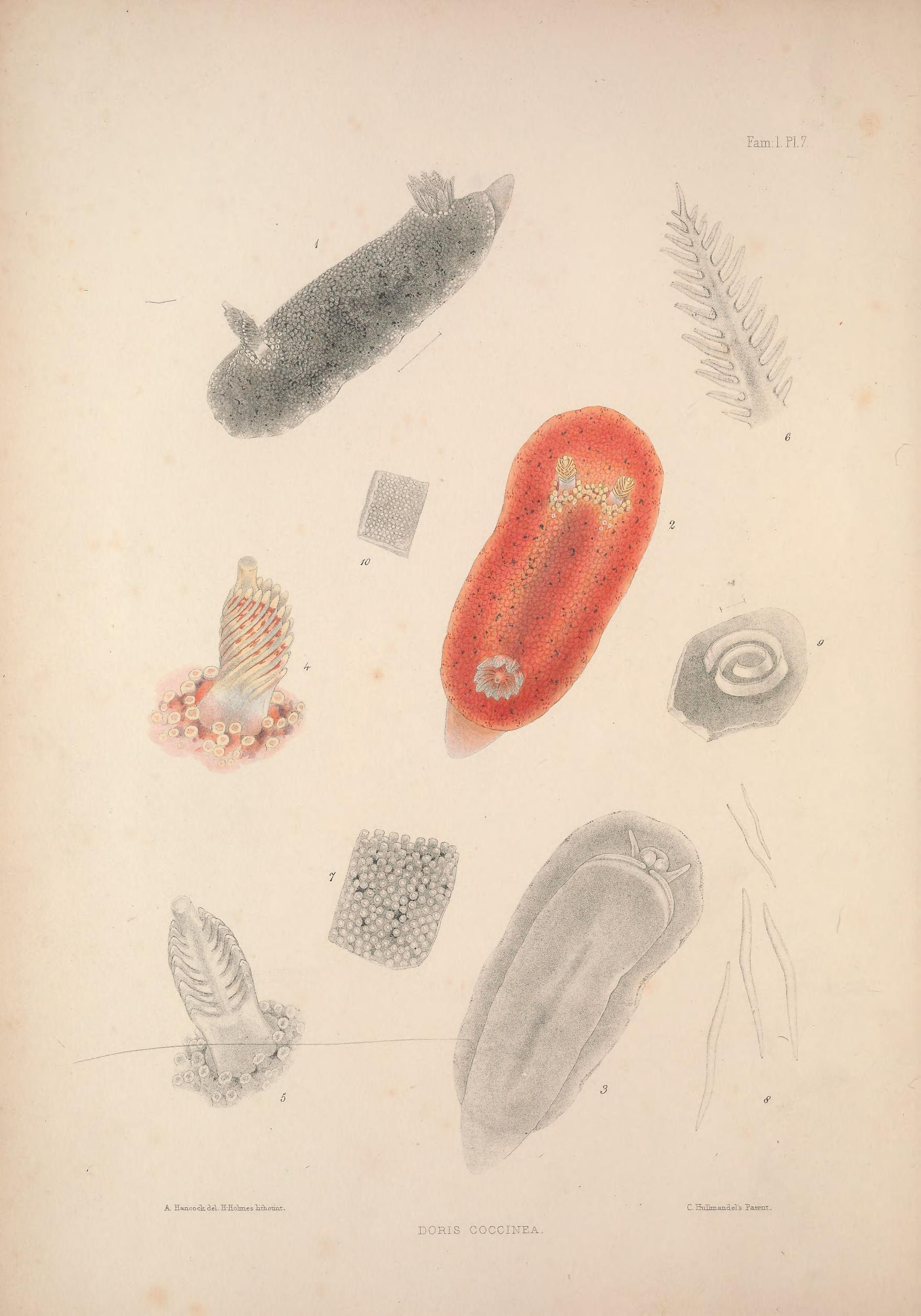
Rostanga rubra

## Morfología
El cuerpo es elíptico, levemente deprimido, con los lados casi paralelos y los extremos del cuerpo igualmente redondeados. El género se caracteriza por tener el notum, o manto, amplio y cubriendo totalmente el cuerpo, excepto la punta del pie cuando se desliza. El manto está recubierto de diminutas papillae híspidas. Las branquias tienen las hojas simples y pinnadas. El raquis de la rádula está desnudo, el diente interior pleural es robusto, con el cuerpo grande y un gancho pequeño; el resto son menos robustos, erectos, con el cuerpo más pequeño y el gancho alargado y más estrecho; los vértices de los pleurae exteriores tienen dentículos estrechos.
Los rinóforos, u órganos sensitivos, los utilizan para detectar señales químicas de sus presas y seguir su rastro hasta ellas. Al menos así se ha comprobado en la especie R. pulchra, según estudios realizados al respecto, que han testado el comportamiento y las conexiones nerviosas que intervienen en el mismo.

## Reproducción

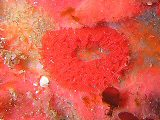
Puesta de huevos de Rostanga bifurcata

Son ovíparos y hermafroditas triáulicos, que cuentan con dos aberturas genitales femeninas separadas: oviducto y vagina, y un pene masculino.
Aunque son hermafroditas no pueden autofecundarse, por lo que necesitan, al menos, de otro individuo para procrear. Con frecuencia conforman agregaciones reproductivas de varios individuos, que, en su mayor parte, penetran a otro individuo, y son penetrados a su vez.
Tras la ovoposición, las larvas planctónicas velígeras tardan 15-16 días en eclosionar, y entre 35 a 40 días para poder realizar la metamorfosis a ejemplares juveniles, proceso que realizan en 24 horas.

## Alimentación
Son predadores carnívoros, alimentándose principalmente de esponjas, como Microciona atrosanguinea, Ophlitaspongia seriata, Ophlitaspongia pennata, Esperiopsis originalis, Plocamia karykina o Clathria aceratoobtusa, de las que se cree que extraen los pigmentos de sus coloraciones, para poder pasar inadvertidos en su medio.

## Hábitat y distribución
Estas pequeñas babosas marinas se distribuyen por los océanos Atlántico, incluido el Mediterráneo, Índico  y Pacífico.
Habitan aguas templadas y tropicales, en un rango de profundidad entre 0 y 650 m.
Frecuentan áreas intermareales rocosas y zonas con macroalgas.